# كايوكو أوباتا
كايوكو أوباتا (باليابانية: 小幡佳代子؛ بالكانا: おばた かよこ) هي منافسة ألعاب القوى يابانية، ولدت في 18 سبتمبر 1971 في هيراتسوكا في اليابان.

## وصلات خارجية
- كايوكو أوباتا على موقع الاتحاد الدولي لألعاب القوى (الإنجليزية)